# Éric Bidot
Pour les articles homonymes, voir Bidot.
Éric Bidot, né le 12 mai 1971 à Paris, est un prélat catholique français, évêque de Tulle depuis le 15 avril 2025. Il est membre de l’ordre des Frères mineurs capucins.

## Biographie
Éric Bidot est né le 12 mai 1971 à Paris. 
Il suit des études de droit public à l'université Paris V, puis rejoint l'ordre des Frères mineurs capucins en 1998 à l'âge de 27 ans. Il prononce ses vœux perpétuels en 2005. Il a enseigné le français à Istanbul après ses études de droit.
Durant sa formation, il a étudié la théologie au Centre Sèvres des Jésuites à Paris. 
Il est ordonné prêtre le 29 juin 2007 à Clermont-Ferrand, et exerce ensuite différentes responsabilités au sein de son ordre. Il sera notamment vicaire puis gardien du couvent de Clermont-Ferrand, vicaire provincial puis ministre provincial de la province Saint Bonaventure de France de 2015 à 2024 et enfin président de la conférence des capucins du Nord-Ouest de l’Europe jusqu’en 2023. 

### Évêque
Le 15 avril 2025, le pape François le nomme évêque de Tulle, dont le siège est vacant depuis le départ de Francis Bestion pour le diocèse de Blois, en octobre 2024,. Il choisit comme devise « Nous coopérons à votre joie » (2Co 1,24). Il est le dernier évêque français nommé par le pape François avant son décès le 21 avril.
Il est ordonné évêque le 15 juin 2025 en la cathédrale Notre-Dame de Tulle à l'occasion d'une messe présidée par le cardinal François Bustillo, évêque d'Ajaccio,, assisté de Jérôme Beau, archevêque métropolitain de Poitiers et de Francis Bestion, évêque de Blois, en présence de Celestino Migliore, nonce apostolique en France.

## Publications
- Saint Augustin. Le temps de Dieu. Textes choisis et présentés. Voix spirituelles. Sagesse. Le Seuil. 2008.
- La Création retrouvée. L’écologie selon saint François, L'Emmanuel, mars 2021, 220 p. (ISBN 9782353898701, présentation en ligne)
- Padre Pio: Témoin de l'amour crucifié (préf. Raniero Cantalamessa), L'Emmanuel, février 2023, 164 p. (ISBN 9782384330638)
- Prier 15 jours avec saint Bonaventure, Nouvelle Cité, mars 2023, 125 p. (ISBN 9782375823392)